# Dane Witherspoon
Dane Witherspoon (27 de diciembre de 1957 - 29 de marzo de 2014) fue un actor estadounidense que ha aparecido en telenovelas diurnas como Santa Barbara interpretando a Joe Perkins en 1984 y el Capitolio, como Tyler McCandless 1985-1986.

## Primeros años y carrera
Witherspoon nació en Denton, Texas. A la edad de 19, fue el estudiante más joven jamás aceptado por el American Conservatory Theater (ACT) en San Francisco, California, apareciendo en producciones desde Shakespeare a Tennessee Williams. Él realizó una temporada en el Festival de Shakespeare de Utah. Después de obtener su título de actuación de ACT, Witherspoon fue a Hollywood en 1980, donde consiguió pequeños papeles en The Waltons y Eight Is Enough.
En 1984, hizo su debut en la telenovela como el original Joe Perkins en Santa Barbara. Tres meses más tarde, Dane fue reemplazado por Mark Arnold, porque los productores de "Santa Barbara" decidieron que no era el adecuado para el papel. Esta decisión dejó a los fanes desconcertados, pero pronto Dane volvió  a una telenovela diurna en el rol de Tyler McCandless en Capitol, desde 1985 a 1986. Se conoció con la actriz Robin Wright cuando audicionó para Santa Barbara. Los dos se casaron 1986-88. Witherspoon tuvo dos hijos con su segunda exesposa, Tracy Shaffer.

## Retiro
Aunque continuó trabajando como actor durante algunos años más, Witherspoon finalmente se retiró de la profesión y vivía en Denver, Colorado, donde murió a los 56 años de edad.